# Temora
Temora é um género de crustáceos copépodes da família Temoridae.

## Espécies
- Temora discaudata Giesbrecht, 1889
- Temora kerguelensis Wolfenden, 1911
- Temora longicornis (Müller O.F., 1785)
- Temora stylifera (Dana, 1849)
- Temora turbinata (Dana, 1849)

Adicionalmente, Temora curta (Dana, 1849) é considerada um taxon inquirendum, ou seja, sua validez permanece inconfirmada.

## Taxonomia
Temora foi originalmente descrito pelo zoólogo e médico escocês William Baird, no livro The Natural History of the British Entomostraca, publicado em 1850. O gênero foi batizado com o nome de um antigo palácio irlandês em Ossian, um ciclo de poemas publicado no século anterior. A localidade tipo do espécime foi a costa irlandesa. Baird baseou sua descrição em espécimes preservados em álcool, pois ele nunca coletou um espécime vivo do gênero.
Em 1881, o zoólogo prusso Wilhelm Giesbrecht propôs a divisão do gênero entre Halitemora (hali, do Latim para sal, + temora) e Eurytemora (eury-, do Latim para amplo, + temora), listando diferenças em habitats e morfologia. Halitemora não é atualmente aceito como um gênero válido, mas algumas espécies anteriormente inclusas no gênero foram movidas para Eurytemora:
- Temora affinis Poppe, 1880 e Temora inermis Boeck, 1865 (atualmente Eurytemora affinis affinis Poppe, 1880)
- Temora clausii Hoek, 1878 e Temora velox Lilljeborg, 1853 (atualmente Eurytemora velox (Lilljeborg, 1853))

## Habitat e distribuição
Todas as espécies de Temora são epipelágicas, encontradas somente em águas costeiras a profundidades rasas. A maioria é de distribuição cosmopolita, com a exceção de T. kerguelensis, que foi observada somente em águas subantárticas.